# NBZ80
Der Nanocomputer NBZ80 ist ein von der italienischen Elektronikfirma SGS-ATES hergestellter 8-Bit-Einplatinencomputer für Unterrichtszwecke. Er wurde 1980 in den Markt eingeführt und ist mit einem auf 2,4756 MHz getakteten Zilog Z80 Hauptprozessor und mit einem Arbeitsspeicher von 4 kB ausgestattet. Der Arbeitsspeicher lässt sich auf maximal 16 KB erweitern. Des Weiteren besitzt er einen ROM von 2 KB. Außerdem ist der NBZ80 mit einer 30-Tasten Tastatur und einem einzeiligen 8-Zeichen LED-Display ausgestattet.
Die Nachfolger sind der "NBZ80 Super" und der "NBZ80 NF".

## Modelle
Der NBZ80-B verfügte über die Nanocomputer Hauptplatine, 2 KB ROM sowie Dialog- und Stromversorgungs-Peripherie. Das Modell NBZ80-S besaß außerdem eine Experimentierplatine. In der NBZ80-HL Ausstattung waren ein in BASIC programmierbarer, 8 KB großer ROM, ein 16 KB großer RAM, sowie eine Tastatur und eine Videoschnittstelle enthalten. Zusätzlich war für die HL-Variante ein Monitor (TVZ80) verfügbar.
Es war möglich, das B-Modell zu einem S-Modell aufzurüsten und dieses wiederum zu einem HL-Modell.